# Jarkko Wiss
Jarkko Wiss (ur. 17 kwietnia 1972 w Tampere) - były fiński piłkarz występujący na pozycji defensywnego pomocnik. Od 2016 do 2021 trener Tampereen Ilves.